# Station Hattemerbroek
Station Hattemerbroek is het voormalige spoorwegstation van het dorp Hattemerbroek in de Nederlandse provincie Gelderland. Hier takten de spoorlijn Apeldoorn - Zwolle en de 'Zuiderzeetramweg' uit Nunspeet aan op de 'Centraalspoorweg' Amersfoort - Zwolle.
Het station heette voor 1 januari 1913 Hattem (NCS) om onderscheid te maken met het station Hattem. De toevoeging NCS was ontleend aan de Nederlandsche Centraal-Spoorweg-Maatschappij, eigenaar en exploitant van de Centraalspoorweg en de Zuiderzeetramweg.  Het was in gebruik van 20 augustus 1863 tot 15 mei 1938 en daarna gedurende twee korte periodes van 16 mei tot 6 oktober 1940 en van 3 september 1945 tot 6 mei 1946. Op laatstgenoemde datum werd het station definitief gesloten.
Het stationsgebouw van de architect Nicolaas Kamperdijk was van het standaardtype NCS 3e klasse. Het werd in 1863 gebouwd en in 1876 en 1905 verbouwd. In 1960 werd de bovenverdieping gesloopt, in 1970 volgde de rest.